# Santiago (Isabela)
Santiago è una città componente delle Filippine, situata nella Provincia di Isabela, nella Regione della Valle di Cagayan.
Santiago è formata da 37 baranggay:
- Abra
- Ambalatungan
- Balintocatoc
- Baluarte
- Bannawag Norte
- Batal
- Buenavista
- Cabulay
- Calao East (Pob.)
- Calao West (Pob.)
- Calaocan
- Centro East (Pob.)
- Centro West (Pob.)
- Divisoria
- Dubinan East
- Dubinan West
- Luna
- Mabini
- Malvar

- Nabbuan
- Naggasican
- Patul
- Plaridel
- Rizal
- Rosario
- Sagana
- Salvador
- San Andres
- San Isidro
- San Jose
- Santa Rosa
- Sinili
- Sinsayon
- Victory Norte
- Victory Sur
- Villa Gonzaga
- Villasis